# シムシティ (2013)
『シムシティ』（SimCity）は、2013年にエレクトロニック・アーツから発売された都市経営シミュレーションゲーム。シムシティシリーズの一作。

## 概要
2012年3月1日、ドイツのゲーム雑誌「ゲームスター」に新しいシムシティの画像がリークされた。同年3月5日から3月9日の5日間行われたGDC 2012にあわせ[3月7日にシムシティシリーズ販売元のエレクトロニック・アーツから開発中であることが正式に発表された。開発元がマクシス(ただしウィル・ライトは不参加)のシムシティシリーズ作品としては、2003年に発売されたシムシティ4以来、10年ぶりとなる。噂では「シムシティ5」などと呼ばれていたが、本作はタイトルにナンバリングやハード名などがつかず、単に「シムシティ」である。初代「シムシティー」と名前がかぶらないが、それと混在しないようにユーザーが本作について表記する場合に「SimCity (2013)」などと括弧付きで呼ぶこともある。
シムシティの発売は2013年3月5日に北米から開始され、最初の24時間で70万以上の都市がゲーム内に構築されたものの、同時にサーバーへのアクセス集中によってゲームがプレイできない不具合が発生した。これは、現実社会のグローバル性や流動性をゲームに取り込むためにマルチプレイを前提にゲームをデザインしており、常時のオンライン接続が必須とされていたからであるが、2014年1月にはオフラインプレイへの対応を行うアップデートを用意していることが明らかになり、同年3月18日から利用可能となった。
エレクトロニック・アーツが2013年5月7日に行った2013会計年度第四半期の業績説明会で、2013年3月からのセールスが160万本を突破し、その半数がOriginのサービスによるダウンロード版であると発表された。
2024年現在、シムシティシリーズのPC向け作品は本作が最後となっている。

## 特徴

### グラフィック
- シリーズ初の完全3Dでの描写。
  - マクシスやウィル・ライトが参加していないシムシティ ソサエティーズでは一部3Dであったが、今作はすべて3Dでの描写となる。
- GlassBoxと呼ばれる独自エンジンの搭載[7]。

### システム
- マルチプレイヤーモードが実装される[8]。
  - 従来のシングルプレイに加え、別のプレイヤーと協力して都市開発を行うモードが追加される。
  - エレクトロニック・アーツのアカウントが必要である。
- 「Downloadable GamePlay」が実装される[9]。
  - 従来のような拡張キットを発売する形から、リアルタイムにアップデータを配布し、ユーザーがそれを使ってアップデートし、いつでも最新の状態でプレイできるようになる。
- セーブデータをクラウド上に保存可能になる[9]。
- 石炭・石油などの資源が有限となる。新たに入手するためには、都市で採掘・生産したり貿易によって輸入したりする必要がある。
- シムシティクリエイターで登場した曲線道路の建設が可能になる。
- 今回建物を設置する際は、道路に併設する事が必須となった。 また送電・上下水道の供給については道路がその機能を兼ねるようになった。
- マップはあらかじめ用意されたものから選ぶ形式になっており、自分で地形を変えたりすることはできない。

### ミュージック
- BGMは街の発展具合により曲目が変わり、またビューの拡大率・時間停止の有無で曲調が変化するようになっている。
- 作曲者は前作まで作曲を担当したジェリー・マーティンに代わり、アメリカのドラマ『FRINGE/フリンジ』の一部作曲を担当したクリス・ティルトンが務める。

### パッケージ
- 今作にもエディションが存在し、通常版とデジタルデラックス版の2つのエディションが用意される。
  - デジタルデラックス版ではイギリス、フランス、ドイツの都市の建物が含まれるほか、ディスクとしての販売がされないという差異がある。
  - 日本語にも対応したMacintosh版のリリースが2013年6月11日（北米時間）に予定されている。Windows版を購入している場合は同日よりMacintosh版の無料ダウンロードが可能である（Macintosh版の購入者はWindows版が無料ダウンロード可能）ため、1つの都市をWindows版とMacintosh版の両方からプレイが可能である[10]。
  - コンプリートエディション